# August Wilhelm Schlegel
August Wilhelm von Schlegel (Hannover, 8. rujna 1767. – Bonn, 12. svibnja 1845.) bio je njemački književni povjesničar, prevoditelj na engleski i španjolski jezik, pisac, filozof i indolog. 
Smatra se suosnivačem romantizma u njemačkoj književnosti. Brat mu je Friedrich Schlegel, filozof, kritičar i prevoditelj, a supruga Caroline Schlegel, književnica i muza.
August Wilhelm Schlegel smatra se utemeljiteljem njemačke indologije, objavljivao je važna djela iz toga područja. Važniji je kao prevoditelj i književni kritičar nego književnik. 
Bio je zajedno s mlađim bratom, Friedrichom Schlegelom, sin protestantskoga pastora Johanna Adolfa Schlegela. Na Sveučilištu u Göttingenu prvo je studirao filozofiju, ali je uskoro odlučio prijeći na studij filologije. 
Od 1797. do 1810. zajedno sa suprugom, Caroline Schlegel, prevodio je djela Williama Shakespearea na njemački jezik. Zajedno sa svojim bratom Friedrichom objavljivao je časopis Athseenum od 1798. do 1800. Bio je jedan od prvih profesora sanskrta u Europi i preveo je Bhagavad Gitu. Bio je jedan od predvodnika ranoga romantizma u Njemačkoj.
Umro je 1845. godine i pokopan na groblju Alter Friedhof u Bonnu.